# Протеинопатия
Протеинопатия — нарушение структуры определённого белка, ведущее к его ненормальной аккумуляции и токсическому воздействию на организм. Множество распространённых заболеваний связаны с протеинопатиями, в их числе болезнь Альцгеймера, болезнь Паркинсона, диабет 2 типа. Существуют также специфические редкие патологии, при которых прослеживается более непосредственная связь с нарушением структуры определённого белка.